# Berlin-Rudow
Rudow is een stadsdeel van Berlijn, en maakt deel uit van Neukölln. 

## Ligging
Rudow is het zuidelijkste stadsdeel van Neukölln en grenst ook aan de Brandenburgse gemeente Schönefeld.

## Geschiedenis
Het dorp werd voor het eerst vernoemd in 1373. Lange tijd bleef het gebied dunbevolkt. In 1858 woonden er 515 mensen. In 1900 kwam er een station, waarvan het stationsgebouw bewaard gebleven is. In 1906 werd Rudow een gemeente en op 1 oktober 1913 werd het aangesloten op het Berlijnse tramnet. In 1920 werd Rudow opgenomen in Groot-Berlijn en ingedeeld in het district Neukölln. Het dorp bleef nog enige tijd een landelijk karakter hebben. Door de deling van Berlijn kwam Rudow nu erg ongunstig te liggen. Sinds 1948 was het station daardoor een eindstadion en in 1955 werd het passagiersvervoer stopgezet. Ook de tram werd in 1966 opgeheven. Door de bouw van de wijk Gropiusstadt werd de metrolijn U7 verder doorgetrokken tot in Rudow waardoor ze vanaf 1972 terug aansluiting hadden op het openbaar vervoer. Na de opening van de grenzen kreeg Rudow te maken met hinder van veel doorgaand verkeer naar de luchthaven van Schönefeld, alsook werd de snelweg A113 doorgetrokken naar de Berliner Ring. In 2001 werd Gropiusstadt, dat op grondgebied van Rudow, Buckow en Britz lag, een zelfstandig stadsdeel. 

## Sport
TSV Rudow 1888 is één van de grotere sportclubs van Berlijn. De voetbalafdeling speelde van 1961 tot 1963 in de Amateurliga Berlin, wat destijds de tweede hoogste klasse was. Eind jaren tachtig speelde de club ook nog drie jaar in de derde klasse. Sinds de invoering van de Berlin-Liga als hoogste Berlijnse klasse in 1992 is Rudow de club die er al het langste speelde.
Britz |
Buckow |
Gropiusstadt |
Neukölln |
Rudow